# Delta Calcio Porto Tolle
La Delta Calcio Porto Tolle Società Sportiva Dilettantistica, meglio nota come Delta Porto Tolle, Porto Tolle o semplicemente Delta, è stata una società calcistica italiana con sede a Porto Tolle, in provincia di Rovigo. 
La squadra è stata fondata nel 1999, dopo la fusione fra tre squadre cittadine. Il livello più alto raggiunto dal club è stata la Lega Pro Seconda Divisione, quarta divisione calcistica italiana.
I colori sociali erano il bianco e il blu e disputava le partite di casa allo stadio Umberto Cavallari.
Dal 23 giugno 2022 la società calcistica non esiste più.

## Storia

### Inizi
La società nasce nel 1999 con il nome di Unione Sportiva Delta 2000 dalla fusione tra tre società dilettantistiche del comune rodigino: la Società Sportiva Carpano Cà Venier, l'Associazione Calcio Portotollese (entrambe fondate nel 1966) e la Società Sportiva Polesine Camerini fondata nel 1971.
Il suo lungo cammino, colmato con la promozione in Lega Pro Seconda Divisione nel 2013, è iniziato dalla stagione di Prima Categoria Veneta 1999-2000, proseguendo fino al 2007 allorquando il Delta 2000 venne promosso nel campionato di Promozione.

### Approdo tra i professionisti
Nel 2011 con la promozione in Serie D il Delta 2000 ha cambiato denominazione in Unione Sportiva Dilettantistica Calcio Delta Porto Tolle ove due anni dopo, nella stagione di Serie D 2012-2013, dopo aver vinto il girone C di Serie D il club ottenne diritto a partecipare al campionato di Lega Pro Seconda Divisione, il primo a carattere professionistico nella storia della società.

### Trasferimento a Rovigo e cambio denominazione
Nell'estate 2014, classificatosi al 10º posto, retrocesso dalla Lega Pro Seconda Divisione in Serie D a causa della riforma dei campionati, e a seguito delle problematiche sorte con il Consiglio Comunale di Porto Tolle riguardanti il campo da gioco, la società si trasferisce a Rovigo cambiando denominazione in Associazione Calcistica Delta Porto Tolle Rovigo. Successivamente, nell'estate del 2015 cambia nome in Associazione Calcistica Delta Calcio Rovigo.

### Il ritorno a Porto Tolle, nuovo cambio di denominazione e la non iscrizione alla Serie D
Nell'estate 2017, la società annuncia il ritorno a Porto Tolle e il cambio di denominazione in Delta Calcio Porto Tolle. In agosto, inoltre, la Lega Nazionale Dilettanti dà l'autorizzazione alla società per giocare le partite interne allo stadio Umberto Cavallari di Porto Tolle. Tuttavia la sede legale continua ad essere a Rovigo presso lo stadio Francesco Gabrielli. Nel dicembre successivo, poi, la società cambia definitivamente sede legale, spostandola, presso lo stadio Umberto Cavallari di Porto Tolle.
Al termine della Serie D 2021-2022 la squadra, pur salvandosi sul campo, non si iscrive alla successiva stagione del massimo campionato dilettantistico.

## Colori e simboli

### Colori
Nella storia della società rodigina, le colorazioni principali della maglia del club sono state il bianco e il blu.
| Anni      | Colori                     | Città                           | Denominazione   |
| --------- | -------------------------- | ------------------------------- | --------------- |
| 1999-2011 |                            | Porto Tolle                     | U.S. Delta 2000 |
| 2011-2013 | U.S.D.C. Delta Porto Tolle | Porto Tolle                     |                 |
| 2013-2014 | A.C. Delta Porto Tolle     | Porto Tolle                     |                 |
| 2013-2015 | Rovigo                     | A.C. Delta Porto Tolle Rovigo   |                 |
| 2015-2017 | Rovigo                     | A.C. Delta Calcio Rovigo S.S.D. |                 |
| 2017-2022 | Porto Tolle                | Delta Calcio Porto Tolle S.S.D. |                 |

### Simboli ufficiali

#### Stemma
Lo stemma del Delta Porto Tolle ha disegnato su di esso il Delta del Po, dove appunto si trova Porto Tolle e ha come principali colorazioni il bianco e il blu.
Dal 2015 al 2017 lo stemma è stato modificato ed al posto del Delta del Po vi era presente il disegno della provincia di Rovigo.

## Strutture

### Stadio
Il Delta Porto Tolle gioca le partite di casa allo stadio Umberto Cavallari, intitolato all'omonimo presidente della squadra dal 2002 al 2007. L'impianto, denominato in precedenza stadio Comunale ha una struttura a pianta ellittica ed è dotato di un campo in erba naturale, di una pista d'atletica e di 1000 posti suddivisi in una tribuna centrale e coperta e da un'altra più piccola e scoperta.
Con il ritorno in Serie D nel 2014 e il cambio di denominazione in Delta Porto Tolle Rovigo la squadra ha disputato gli incontri casalinghi allo stadio Francesco Gabrielli di Rovigo. Nel 2017 a seguito del ritorno della società a Porto Tolle lo stadio torna ad essere il Cavallari.

### Centro di allenamento
La sede degli allenamenti del Delta Porto Tolle è lo stadio Umberto Cavallari.

## Società

### Sponsor
| Cronologia degli sponsor tecnici - 1999-2011 ... - 2011-2012 Bruschi Arredamenti - 2012-2013 Bruschi Arredamenti, Travaglia Impianti - 2013-2022 Nessuno sponsor | Cronologia degli sponsor ufficiali - 1999-2011 ... - 2011-2015 Acerbis - 2015-2022 Macron |

## Allenatori e presidenti
| Allenatori - 1999-2013 Fabrizio Zuccarin - 2013-2014 Fabrizio Zuccarin Paolo Favaretto - 2014-2015 Luca Tiozzo Alessandro Rossi Eugenio Benuzzi Luca Tiozzo - 2015-2016 Massimo Bagatti Vito Antonelli Francesco Passiatore - 2016-2017 Francesco Passiatore Carmine Parlato - 2017-2018 Oscar Cavallari Alessandro Tessarin - 2018-2019 Gianluca Zattarin - 2019-2020 Matteo Barella - 2020-2022 Andrea Pagan | Allenatori - 1999-2002 Argentino Pavanati - 2002-2007 Umberto Cavallari - 2007-2022 Mario Visentini |

## Palmarès

### Competizioni interregionali
- Serie D: 1

2012-2013 (girone C)

### Competizioni regionali
- Eccellenza: 1

2010-2011 (girone B)
- Promozione: 1

2009-2010 (girone C)

### Altri piazzamenti
- Serie D:

Secondo posto: 2011-2012 (girone C), 2014-2015 (girone D)
Terzo posto: 2016-2017 (girone D)
- Promozione:

Secondo posto: 2008-2009 (girone C)
- Prima Categoria:

Secondo posto: 2004-2005 (girone D)
Terzo posto: 2006-2007 (girone D)
- Scudetto Serie D:

Finalista: 2012-2013
- Coppa Italia Serie D:

Finalista: 2012-2013

## Statistiche e record

### Partecipazione ai campionati

#### Campionati nazionali
| Livello | Categoria                  | Partecipazioni | Debutto   | Ultima stagione | Totale |
| ------- | -------------------------- | -------------- | --------- | --------------- | ------ |
| 4º      | Lega Pro Seconda Divisione | 1              | 2013-2014 | 2013-2014       | 9      |
| 4º      | Serie D                    | 8              | 2014-2015 | 2021-2022       | 9      |
| 5º      | Serie D                    | 2              | 2011-2012 | 2012-2013       | 2      |

#### Campionati regionali
| Livello | Categoria       | Partecipazioni | Debutto   | Ultima stagione | Totale |
| ------- | --------------- | -------------- | --------- | --------------- | ------ |
| I       | Eccellenza      | 1              | 2010-2011 | 2010-2011       | 1      |
| II      | Promozione      | 3              | 2007-2008 | 2009-2010       | 3      |
| III     | Prima Categoria | 8              | 1999-2000 | 2006-2007       | 8      |

### Partecipazione alle coppe
| Competizione          | Partecipazioni | Debutto   | Ultima stagione | Totale |
| --------------------- | -------------- | --------- | --------------- | ------ |
| Coppa Italia          | 2              | 2012-2013 | 2015-2016       | 2      |
| Coppa Italia Lega Pro | 1              | 2013-2014 | 2013-2014       | 1      |
| Coppa Italia Serie D  | 8              | 2011-2012 | 2019-2020       | 8      |
| Poule Scudetto        | 1              | 2012-2013 | 2012-2013       | 1      |

### Statistiche individuali
| Record di presenze - 89 Tommaso Gattoni - 78 Pierangelo Tarantino - 63 Assane Mboup - 55 Cristian Bala | Record di reti - 29 Manuel Pera - 22 Jonatan Alessandro - 14 Nicola Ferrari |